# Georg Wolkenhauer

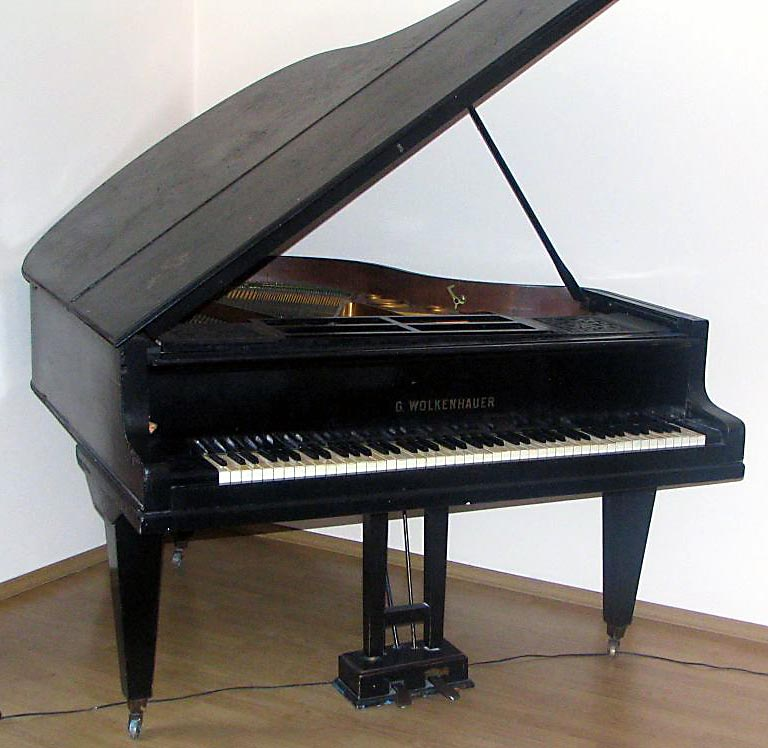
Fortepian Wolkenhauer

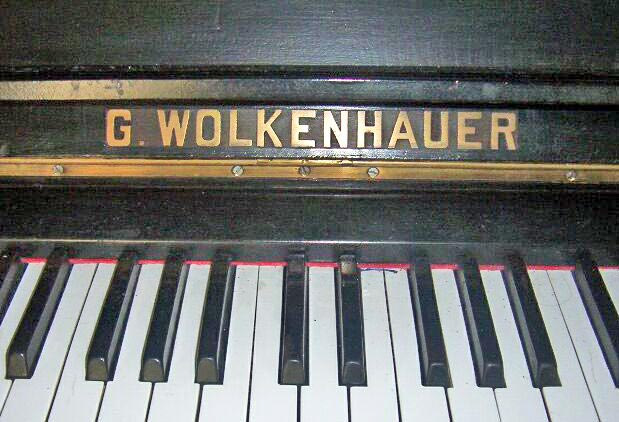
Pianino Wolkenhauer

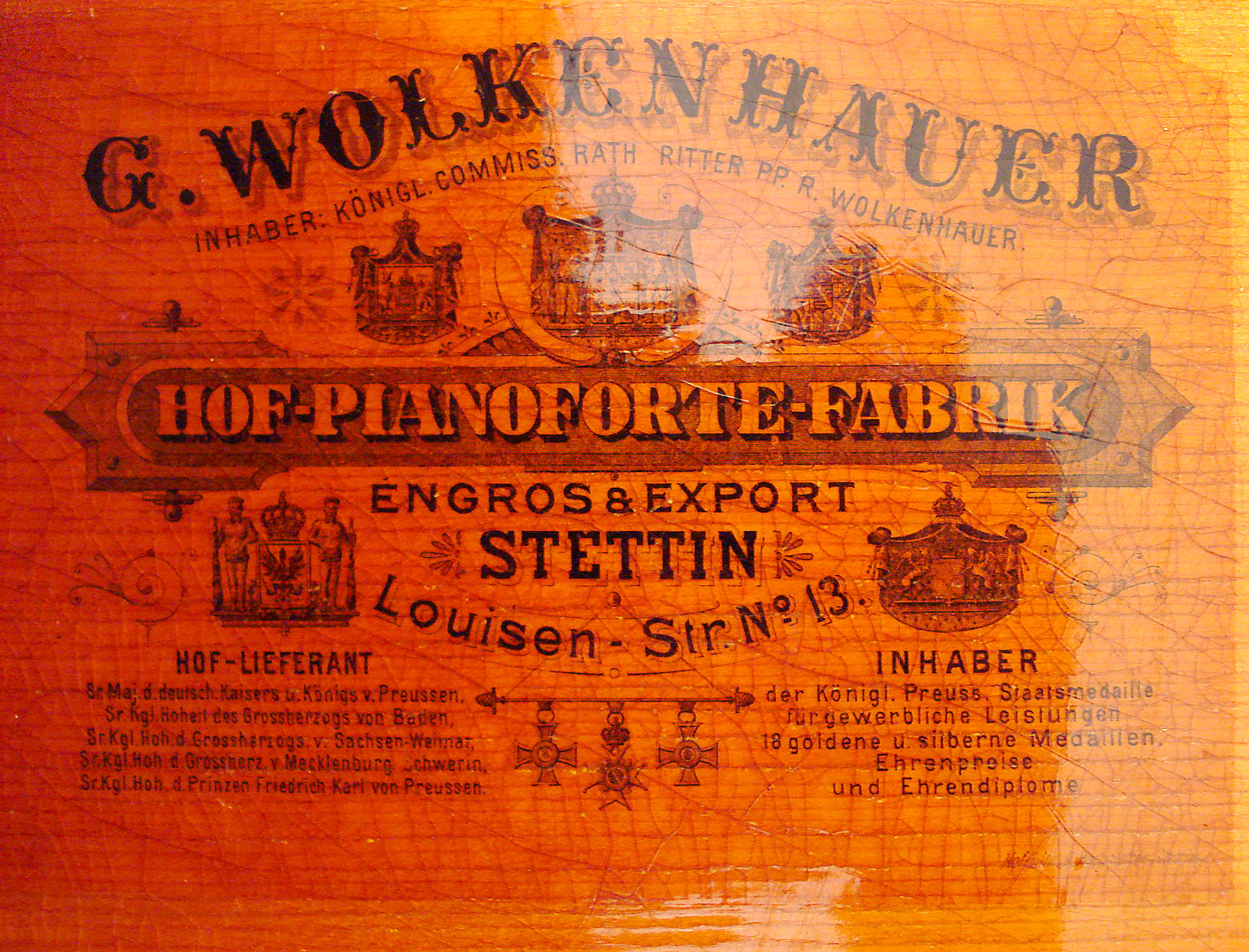
Pianino Wolkenhauer – detal

Georg Wolkenhauer (ur. 29 maja 1835 w Hanowerze, zm. 23 grudnia 1905 w Szczecinie) – założyciel firmy powstałej w 1853 w Szczecinie, początkowo działającej jako warsztat naprawczy i skład instrumentów. W latach 1874–1920 miała siedzibę w Pałacu Velthusena. Firma Georg Wolkenhauer prowadzona była następnie przez jego spadkobierców.
Richard Wolkenhauer do Szczecina przybył w latach 50. XIX w, a w 1857 przejął od swego brata Georga skład instrumentów. Dzięki zaangażowaniu, zmysłowi przedsiębiorczemu i handlowemu, doprowadził firmę do rozkwitu. W 1870 uzyskał tytuł nadwornego dostawcy pruskiego, wkrótce także tytuły nadwornego dostawcy Badenii, Weimaru, Mecklemburgii-Schwerinu i księcia Prus Fryderyka Karola. W 1871 przejął wytwórnię fortepianów Huet, którą rozbudował, połączył ze składem instrumentów i rozpoczął budowę fortepianów. W roku 1873 zakupił Hofpianofabrik Wilhelm Biese w Berlinie, następnie został na krótko współwłaścicielem fabryki fortepianów Johann Kühse w Dreźnie. Berlińską firmę doprowadził do znakomitej kondycji i odprzedał ją z powrotem poprzedniemu właścicielowi.
W 1871 Wolkenhauer kupił „pałacyk Velthausena”, gdzie produkowano, wystawiano i sprzedawano instrumenty. Do 1883 wytwórnia sprzedała 1200 instrumentów, głównie na Pomorzu, w Prusach Wschodnich i Zachodnich, Szlezwiku-Holsztynie, a także eksportowała je do Szwecji i Norwegii. W Szczecinie zatrudniał wówczas 60 osób, na zamówienie produkował instrumenty w Berlinie, Dreźnie i Lipsku.
Richard Wolkenhauer był twórcą patentów i wynalazków, polepszających płytę rezonansową w fortepianach. Instrumenty firmy zdobyły medale i wyróżnienia na wystawach przemysłowych:
- 1881 – Królewiec i Kołobrzeg - medal srebrny,
- 1883 – Landsberg nad Wartą – medal srebrny.

Po śmierci Richarda Wolkenhauera wytwórnię fortepianów prowadzili spadkobiercy: wdowa Karoline, córka Lina Wartenberg oraz jej syn Kurt Wartenberg. Długoletni pracownik firmy Hans Beltz otrzymał generalne pełnomocnictwo. Firma posiadała własne filie i przedstawicielstwa, dystrybucją jej instrumentów zajmowali się też samodzielni instrumentarze i muzycy. Szczecińska firma, której wyroby zyskały uznanie klientów nie tylko na rynku lokalnym, w wyniku działań II wojny światowej zakończyła egzystencję.
Instrumenty produkowane przez firmę Wolkenhauera to głównie pianina, w mniejszej liczbie fortepiany. Pianina budowane były z mechanizmem z górnym i dolnym tłumikiem.